# Liam Howlett
Liam Paul Paris Howlett (* 21. srpna 1971, Braintree, Essex) je britský hudebník. Začínal jako DJ, dnes je nejvíce známý jako člen skupiny The Prodigy.

## Začátky
Osm let se učil hrát na piano, ačkoli dodnes neumí noty a hraje podle sluchu. Ve čtrnácti letech mixoval songy pomocí tlačítka „pause“ na svém přehrávači.
V šestnácti Liama zaujal hip-hop. Proto později přišel za místní hip-hopovou skupinou Cut to Kill, která ho vzala jako druhého DJe. S Cut to Kill nahráli debutové album, ale všechny peníze vložili do nahrávacího studia, takže už nezbylo nic na vystupování a propagaci. Ostatní členové skupiny však za Liamovými zády podepsali smlouvu s nahrávací společností, čímž Liama v podstatě vyloučili ze skupiny. I to zapříčinilo Liamův stále menší zájem o hip-hop. Nakonec přišel do styku s raveovou kulturou, která ho zcela uchvátila.
Za pár měsíců začal vystupovat jako DJ a postupně se stával známou tváří na essexské scéně. Ale stále se neodvažoval zahrát něco svého. Zlom nastal, když se setkal s Keithem Flintem a Leeroyem Thornhillem. Líbila se jim jeho hudba, proto Liama požádali, jestli by mohli vystupovat spolu s ním. Přivzali k sobě ještě kamarádku Sharky a MC Maxima Reality a skupina The Prodigy byla na světě.

## The Prodigy
První vystoupení skupina absolvovala roku 1990 v klubu Labyrint. Na počátku skupinu tvořilo pět členů – Liam Howlett, Maxim Reality, Keith Flint, Leeroy Thornhill a Sharky. Sharky skupinu opustila po roce vystupování, Leeroy v dubnu 2001. Po tragické smrti Keitha Flinta v březnu 2019 skupinu tvoří pouze Liam a Maxim. Liam je hlavním mozkem kapely, skládá a mixuje všechnu hudbu. Ale bez Maxima by Prodigy nebyly to, co jsou.
Hned prvním albem Experience z roku 1992 na sebe strhli pozornost. V roce 1994 vydali druhou desku Music for the Jilted Generation. Roku 1997 vyšla jejich nejznámější deska The Fat of the Land, ze které pocházejí songy Firestarter, Smack My Bitch Up či Breathe. Díky tomuto albu získali celosvětovou slávu. Další album Always Outnumbered, Never Outgunned vyšlo až v roce 2004. Konečně roku 2009 přišli s novou deskou Invaders Must Die.

## Sólové projekty
Liam vytvořil několik remixů pod jménem The Prodigy. Některé z těchto remixů se objevily na desce Dirtchamber Sessions Volum One vydané roku 1999. V roce 2006 vydal kompilaci oblíbených songů Back to mine, kde jsou například písně od Queens of the Stone Age nebo Dolly Parton. Kromě toho obsahuje také Wake The Fuck Up – song od Prodigy vytvořený speciálně pro toto album.

## Osobní život
Liam nesnáší sport, hlavně fotbal, ale je velkým fanouškem snowboardingu. Také velice rád hraje na svém PlayStationu. Miluje rychlá auta, filmy s Jennifer Lopez, hororové filmy, japonskou kulturu a tequilu. Oblíbenými alby jsou Mezzannine od Massive Attack a Nevermind od Nirvany, oblíbené skupiny jsou Pink Floyd, U2, Red Hot Chili Peppers, The Chemical Brothers a Sex Pistols.
Hudbu píše hlavně pro sebe: „Jsem sobecký. Nejsem ten typ, co si myslí, že fanoušci jsou na prvním místě.“
6. června 2002 se ve Francii oženil s Natalií Appleton, bývalou členkou skupin All Saints. S Natalií vychovává její dceru Rachel (* 1992) z předchozího manželství, vlastního potomka se dočkal 2. března 2002. Syn dostal jméno Ace Billy.